# بيت إلعزاري
بيت إلعزاري (بالعبرية: בֵּית אֶלְעָזָרִי‏) هو موشاف في وسط إسرائيل. يقع على بعد ثلاثة أميال جنوب مدينة رحوفوت، ويقع ضِمن نطاق مجلس برينر الإقليمي. في 2019، بلغ عدد سكانه 1,568.

## التاريخ
تأسس في عام 1948 من قبل مهاجرين يهود من أوروبا الشرقية، في موقع قرية المغار الفلسطينية المهجورة. كان اسمه في البداية أريجوت (بالعبرية: ערוגות‏)، وتم تغيير اسمه في وقت لاحق إلى عقرون هحدشة (بالعبرية: עקרון החדשה‏)، ثم أخيراً إلى بيت إلعزاري في ذكرى الزراعي يتسحاق إلعازري فولكاني، مؤسس الزراعة الحديثة في إسرائيل.

## وصلات خارجية
- Moshav website باللغة العبرية